# Boidinia cana
Boidinia cana är en svampart som beskrevs av Sheng H. Wu 1996. Boidinia cana ingår i släktet Boidinia och familjen kremlor och riskor.   Inga underarter finns listade i Catalogue of Life.